# Studená u Telče
Studená u Telče (în germană Studein) este o comună din districtul Jindřichův Hradec, Republica Cehă cu 2.434 loc. (în 2006) situat la 21 km est de Jindřichův Hradec. Studená u Telče se află la la 5 km sud-vest de muntele Javořice (germ. Jaborschützberg) care face parte din Colinele Ceho-Morave.
1. ↑  Malý lexikon obcí České republiky - 2017, accesat în 28 august 2018
2. ↑  Registr územní identifikace, adres a nemovitostí[*] Verificați valoarea |titlelink= (ajutor);